# Глимбоку
Глимбоку (рум. Glâmbocu) — село у повіті Арджеш у Румунії. Входить до складу комуни Басков.
Село розташоване на відстані 114 км на північний захід від Бухареста, 6 км на північний захід від Пітешть, 100 км на північний схід від Крайови, 106 км на південний захід від Брашова.

## Населення
За даними перепису населення 2002 року у селі проживали 744 особи, усі — румуни. Усі жителі села рідною мовою назвали румунську.